# Брунхарт, Ханс
Ханс Брунхарт (нем. Hans Brunhart, родился 28 марта 1945, Бальцерс, Лихтенштейн) — лихтенштейнский государственный и политический деятель. Премьер-министр Лихтенштейна с 26 апреля 1978 по 26 мая 1993 года. 

## Биография
Занимал должности Премьер-министра, Министра иностранных дел и Министра финансов Лихтенштейна. Был членом Патриотического союза Лихтенштейна. Подал в отставку после неудачи партии на выборах 1993 года.
С 1996 года Ханс Брунхарт — председатель Совета директоров Verwaltungs- und Privat Bank AG, Вадуц.